# خوطا (موسيقى)

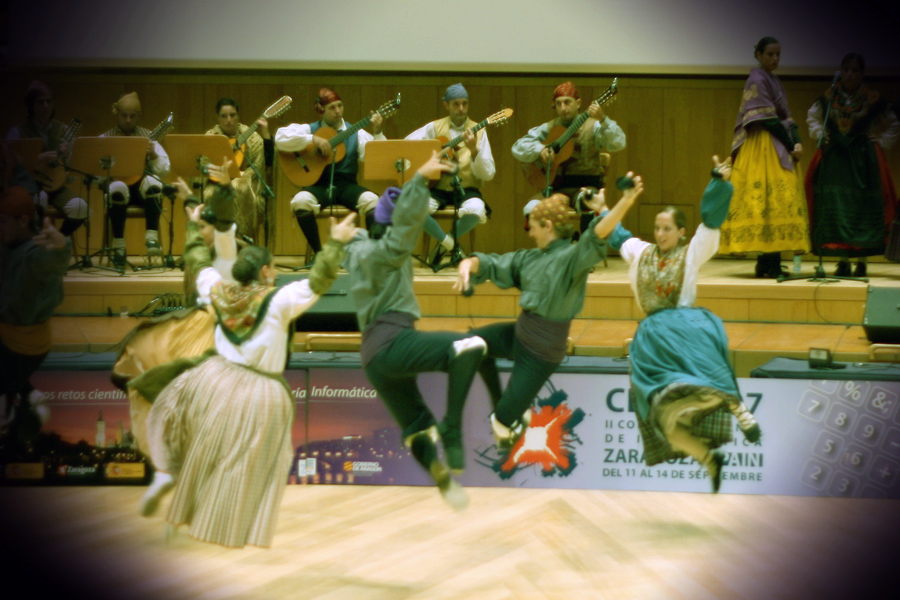
راقصو الخوطا في عمل مسرحي

خوطا هي شكل من أشكال الرقص الدارج في إسبانيا، وتنسب إلى مخترعها العربي ابن خوتا في القرن الثاني عشر. وغالب الظن أنها نشأت في منطقة أرغون في شمال إسبانيا، يختلف شكل الرقصة من منطقة لأخرى ولكل منطقة طابعها الخاص في الرقصة، عادة ما تكون الخوطا على شكل استعراض حيث تُغنَّى الخوطا وتُرقص بمصاحبة الكاستانيت (الصنوج) ويرتدي مؤدوا الرقصة ثياباً فلكلورية تمثل المنطقة، في فالنسيا كانت الخوطا تمارس حتى في المراسم الجنائزية.
يميل مؤلفوا موسيقى الخوطا إلى استخدام الإيقاع (رتم) 4/3 إلاّ أن البعض يميل لاستخدام إيقاع 8/6 وتستخدم عادة كلمات من ثمانية مقاطع مقسمة إلى رباعيات،، يدخل في عزف موسيقى الخوطا ألات الجيتار والبندوريا (آلة وترية مشابهة للمندولين) واللوت (آلة شبيهة للعود) وتستخدم في منطقة قشتالة الطبول بينما تستخدم مزامير القربة والبومبو (الطبول الأرجنتينية) في مناطق الغاليكان.
يحرص المؤدون المسرحيون على ارتداء الملابس الفلكلورية واستخدام الكاستانيت بعكس المؤدين التقليديين في الشارع، ولموسيقى ورقصة الخوطا مواضيع مختلفة تتدرج من التعبير عن الانتماء الوطني إلى الدين إلى الشهوات الجنسية، ساهمت موسيقى الخوطا في تكون ورفع الوعي والإحساس بالهوية الوطنية.

## من الموسيقيين غير الأسبان الذين ألفوا الخوطا
- جورج بيزيت: موسيقي وملحن فرنسي (1838-1875) ألّف أوبرا كارمن وكانت الحركة الرابعة منها (Aragonaise) عبارة عن رقصة خوطا.
- ميخائيل غلينكا: موسيقي روسي (1804-1857) وبعد سفره في أنحاء إسبانيا ألف عملاً مستوحى من الخوطا هو (بالإنجليزية: The Aragonese Jota)‏.
- فرانز ليست: عازف بيانو هنغاري (1811-1886) ألّف خوطا للبيانو.
- كميل سان سينز: موسيقي فرنسي (1835-1921) ألف خوطا أوركسترالية.
- بالاكيريف: موسيقي روسي (1837-1910) ألف خوطا أوركسترالية أيضاً.
- راؤول لابارا: موسيقي فرنسي (1876-1943) ألف أوبرا بعنوان (بالفرنسية: La jota)‏.

## الخوطا الأراغونية

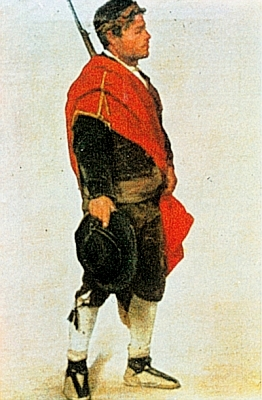
مغني الخوطا الأراغونية بيدرو نادال - لوحة للفنان كارلوس لاراز 1881

تعتبر الخوطا الأراغونية أحد أبرز معالم الفلكلورية لمنطقة أرغون، يعود تاريخها إلى القرن الثامن عشر للميلاد وقد بلغت أوجها في منتصف القرن التاسع عشر ونتيجة لتعقيد حركاتها ونمط غنائها المميز فقد شهدت الخوطا تغيرات عدة، واليوم نرى نمط الخوطا الراقص ظاهراً في كثير من الأعمال الفنية كالزرزولا والأفلام والكرنفالات ز غيرها.

## الخوطا القشتالية
أكثر ما يميز الخوطا القشتالية هو نمط رقصها حيث تكون أيادي الراقصين فوق مستوى رؤوسهم وغالباً ما ترافقهم الكاستانيت، عادة ما تكون حركات الخوطا القشتالية أسرع وأكثر قوة مقارنة ب الخوطا الأراغونية، تكون الأغاني المصاحبة للخوطا القشتالية هزلية وتتناول مواضيع الحياة والحب والزواج والدين.